# Mindent vagy Semmit
A Mindent vagy Semmit egy magyar televíziós vetélkedő volt, amely először az MTV2 csatornán, később pedig a TV2-n volt látható. Érdekessége, hogy nem "licenszműsor" volt, hanem két formátum "összegyúrásából" keletkezett. A műsor eredeti változata 1964-ben és 1969-ben indult az Egyesült Államokban Jeopardy! és Sale of the Century néven. Műsorvezetője Vágó István, a narrátor Koroknay Géza háziasszonya pedig Brunner Márta volt.
2000. január 22.-től 2000. március 24.-ig Milliót Vagy Semmit néven folytatódott a játék a TV2-n, a műsorvezető pedig Klausmann Viktor volt.

## A játék menete
A játékban három játékos játszik, ezek közül általában egyik az előző adás nyertese, a másik kettő vagy új játékos, vagy az előző adás második helyezettje(i). Vágó István az első játékosnak mutatja a hat kategóriát, amelyek közül az első körben tud választani. Az első körben a válaszok értéke 1 000-től 5 000-ig van, a második körben pedig 2 000-től 10 000-ig. Mind a hat kategóriában öt kérdés van, de a műsorban általában 14-16 db kérdésre van idő. Az első két körben a 30 kérdés közül egy mögött egy felkiáltójel rejlik, amely garantált tárgynyereményt ad ha a játékos kéri, ha viszont nem kéri, akkor megkapja a kérdést.  
A játékos mikor választ bemondja a kategória nevét, és azt, hogy melyik kérdést szeretné, pl.: az első játékos válaszol és azt mondja hogy „Elektronika 1000” akkor az Elektronika kategória 1000 pontot érő kérdését kell megválaszolnia. A játékos csak azt választhatja aminél alacsonyabb pontszámú kérdés az adott kategórián belül nincs. Például ha az "Elektronika 3000"-et szeretné a játékos megválaszolni, viszont még nem válaszolta meg senki se az "Elektronika 2000"-et és/vagy az "Elektronika 1000"-et, akkor nem választhatja a játékos azt. Helyes válasz esetén annyi ponttal növelődik a játékos pontszáma, amennyit a kérdés ért. Hibás válasz esetén ugyanannyi értékben kerül levonásra, amilyen pontos kérdésre jött helytelen válasz. Amennyiben az egyik játékos se tudja a választ, úgy a témakör választás joga azé, aki a legtöbb ponttal rendelkezik.  
Az első forduló végeztével jön a “Hol járunk” kérdés, amelyben a műsorvezető jellemzőket mond egy adott településről, majd hogyha egy játékos lenyomja a gombját akkor megválaszolhatja a kérdést, de hogyha nem sikerül neki kiesik és a másik kettő játékosnak kell megválaszolnia a kérdést. Hogyha közülük is egy kiesik akkor az utolsónak kell megválaszolnia kérdést. A „Hol járunk” kérdés sikeres megválaszolójának van esélye választani egy számot egy és 30 között. A táblán és a számok mögött rejtőzhet egy felkiáltójel garantált tárgynyereménnyel vagy egy adott mennyiségű ponttal. Ezután a legtöbb ponttal rendelkező játékosnak Márta felajánl egy tárgynyereményt, amit az adott mennyiségű pontokért el tud vinni a játékos, de alkudni is tud az árából. 
Ezután a második forduló következik. Itt már nemcsak azt a kérdést választhatja a játékos aminél az adott kategóriában alacsonyabb pontszámot érő nincsen, hanem bármelyiket. Itt már nem 1 000-től 5 000-ig vannak a pontok, hanem 2000 ponttól 10000 pontig, ezáltal a játékosok sokkal többet nyerhetnek és veszíthetnek is. Miután ugyanúgy lement a 14-16 kérdés, ismét jön a „Hol járunk” kérdés. Ezután a „Hol járunk” kérdés megválaszolójára ismét az egytől 30-ig való választási lehetőség hárul. Itt is ugyanúgy lehetett nyerni tárgynyereményt vagy pontokat. A legtöbb ponttal rendelkező játékosnak Márta megint felajánl valamit, amiért alkudhat.
Ezután jön a „Villámkérdések” rész. Itt a játékmester annyi villámkérdést sorol föl, amennyi 1 percbe belefér. Minden helyes válasz 3000 pontot ér. Ezek után ismét felajánlanak egy garantált tárgynyereményt a legtöbb ponttal rendelkezőnek, majd a táblán lévő számok közül kell választania egyet (a számok mögött a kérdéseket beküldő személyek vannak). A kiválasztott szám mögötti névhez tartozó személy nyert egy utazást valahová.
Ezután a vesztes játékosok kapnak egy társasjátékot, a nyertes pedig 10 másodperc alatt eldöntheti, hogy tovább szeretne-e játszani az autóért, vagy pontjai értékében bevásárol az adott tárgynyereményekből. A TV2-s korszakban ez annyiban változott, hogy a kiszállt játékos a trezorból pontjai értékében a Mezőbank (később Erste Bank) magánbankszámlát nyitott és egy ATM kártyát adott, valamint 2-en jutottak tovább a következő adásban, bár második helyzetként csak négyszer lehetett tovább jutni.

## A főbb nyeremények
A kilencedik győzelem után el lehetett vinni egy autót, a tizedik győzelem után el lehetett vinni az autót és pontjai értékében be lehetett az adott tárgynyereményekből. A tizenegyedik győzelem után (csak az MTV-s korszakban) a Mezőbank jóvoltából el lehetett vinni a "Nyerő Mező"-t ami egy adott nagy mennyiségű pénzt jelentett.

## Megújult változat
1999-ben megújult a mindent vagy semmit. A látványvilág világosabb, a zenevilág modernebb lett, továbbá nem volt a műsornak háziasszonya (a nyereményeket a narrátor mondta be), valamint hivatalosan is használták az MVS rövidítést.
A játékszabályon is lettek kisebb módosítások:
Ha a játékos rosszul válaszolt egy kérdésre, a többi játékos még válaszolhatott rá.
Ha a játékos 0 ponton állt, és ilyenkor is rossz választ adott, a pontszám átfordult mínuszba.
A második kör végén nem "Hol járunk?" kérdés hangzott el, hanem a műsorvezető körül írt egy személyt, amiből a játékosnak ki kellett találni ki az. Ez úgy zajlott, hogy mindhárom játékos pultján volt egy billentyűzet, amivel 10 másodperc alatt be kellett írni a jó választ, illetve hogy az éppen aktuális pontszámainak feléből mennyit kockáztat. Jó válasz esetén ezt a pontszámot megnyerték, rossz válasz esetén pedig ez a pontszám le lett vonva az aktuális pontszámaikból. Hogy a játékosok ne lássák hogy ellenfelük mit gépel be, fel kellett hajtaniuk a középső pult két szélén található takaró lemezeket. A játékosok válaszai és licitjei a játékpultjaikon található monitoron jelentek meg.

## Érdekességek
Eredetileg a Mindent vagy Semmit az Amerikai Jeopardy! licencén alapult, amit a Magyar Televízió meg is vett, de az eredeti formátumtól eltérő megoldásokat rejtegetniük kellett, mivel azokra nem kaptak engedélyt. 
“Remélem, már nem büntethető a dolog, de akkor készítettünk havonta egy műsort a licencadónak, ami sosem került adásba, és azt úgy csináltuk meg, ahogy ők előírták, egyébként pedig csináltuk a sorozatot úgy, ahogy én akartam. A kettő között pedig szinte alig volt átfedés” - magyarázta Vágó. Arról is mesélt, hogyha a jogtulajdonos képviselője Magyarországon járt, és eljött a stúdióba a felvételekre, akkor rögtön átálltak az elvárt formátumra élesben. Az amerikai megfigyelő budapesti látogatásokar arra is ügyeltek, hogy tévében se láthassa a magyar produkciót, ilyenkor valamilyen esti programot szerveztek neki. Visszanézve azért inkább úgy tűnik, a jogtulajdonosok csak jótékonyan szemet hunytak a nyilvánvaló változtatások felett. 
Tolvaly Ferenc, a műsort gyártó MTM társtulajdonos-vezérigazgatója azt mondta:  “Amikor kint voltam New Yorkban a licenctulajdonosoknál, csak annyit mondtak, hogy vegyük úgy, mi azt nem láttuk. Magyarul: hallgatólagosan beleegyeztek a változtatásokba.”
A Képjáték első verziója a nagyrészt Mindent vagy Semmit mintájára készült.
A később Hide the Pain Haroldként ismertté vált Arató András a műsor egyik játékosa volt.